# 勝喜代
勝喜代（かつきよ、本名：竹端 満枝（たけばた みつえ）、1927年 - 2016年1月21日）は上七軒の芸妓。京都市出身。京都の花街では最高齢の現役芸妓であった。

## 来歴
勝喜代は芸妓の娘として生まれ、幼少期に三味線を習い、1944年、16歳で芸妓となる。以来、お座敷をはじめ舞踊公演「北野をどり」を1952年初演から2013年まで出演し、舞踊を披露し人気を集めた。1989年、一度引退するも復帰し最後まで務めた。